# Тетракісгексаедр
Тетракісгексаедр (від дав.-гр. τετράχις — «чотири рази», ἕξ — «шість» і ἕδρα — «грань»), також званий тетрагексаедром або заломленим кубом, — напівправильний многогранник (каталанове тіло), двоїстий зрізаному октаедру. Складений із 24 однакових гострокутних рівнобедрених трикутників, у яких один із кутів дорівнює {\displaystyle \arccos \,{\frac {1}{9}}\approx 83{,}62^{\circ },} а два інші — {\displaystyle \arccos \,{\frac {2}{3}}\approx 48{,}19^{\circ }.}
Має 14 вершин; у 6 вершинах (розташованих так само, як вершини октаедра) сходяться своїми більшими кутами по 4 грані, у 8 вершинах (розташованих так само, як вершини куба) сходяться меншими кутами по 6 граней.
У тетракісгексаедра 36 ребер — 12 «довгих» (розташованих так само, як ребра куба) і 24 «коротких». Двогранні кути при будь-якому ребрі однакові і дорівнюють {\displaystyle \arccos \left(-{\frac {4}{5}}\right)\approx 143{,}13^{\circ }.}
Тетракісгексаедр можна отримати з куба, приклавши до кожної його грані правильну чотирикутну піраміду з основою, що дорівнює грані куба, і висотою, яка в {\displaystyle 4} рази менша від сторони основи. При цьому отриманий многогранник матиме по 4 грані замість кожної з 6 граней початкового, що й пояснює його назву.
Тетракісгексаедр — одне з трьох каталанових тіл, у яких існує ейлерів шлях.

## Метричні характеристики
Якщо «короткі» ребра тетракісгексаедра мають довжину {\displaystyle a}, то його «довгі» ребра мають довжину. {\displaystyle {\frac {4}{3}}a\approx 1{,}33a,} а площа поверхні та об'єм виражаються як
{\displaystyle S={\frac {16{\sqrt {5}}}{3}}a^{2}\approx 11{,}9256959a^{2},}
{\displaystyle V={\frac {32}{9}}a^{3}\approx 3{,}5555556a^{3}.}
Радіус вписаної сфери (яка дотикається до всіх граней многогранника в їхніх інцентрах) при цьому дорівнює
{\displaystyle r={\frac {2{\sqrt {5}}}{5}}a\approx 0{,}8944272a,}
радіус напіввписаної сфери (що дотикається до всіх ребер)
{\displaystyle \rho ={\frac {2{\sqrt {2}}}{3}}a\approx 0{,}9428090a.}
Описати навколо тетракісгексаедра сферу так, щоб вона проходила через усі вершини, неможливо.

## У координатах
Тетракісгексаедр можна розташувати в декартовій системі координат так, щоб його вершини мали координати {\displaystyle (\pm 2;\;\pm 2;\;\pm 2),}{\displaystyle (\pm 3;\;0;\;0),}{\displaystyle (0;\;\pm 3;\;0),}{\displaystyle (0;\;0;\;\pm 3).}
Початок координат {\displaystyle (0;0;0)} буде при цьому центром симетрії многогранника, а також центром його вписаної та напіввписаної сфер.